# Montejo (sör)
A Montejo egy mexikói sörmárka. A 4,5% alkoholtartalmú, amerikai–pilzeni típusú világos sör aromája enyhe, kevéssé keserű. Nevét Francisco de Montejo konkvisztádor után kapta, aki megalapította a dél-mexikói Mérida városát. Ma már az Amerikai Egyesült Államokba is exportálják.

## Története
A Montejo története legnagyobb részében Yucatán államhoz kötődik. A yucatáni sörgyártás története 1886-ban kezdődött, amikor José María Ponce Solís megvásárolta az El Perejil nevű haciendát, ahol addig csokoládé- és jéggyár működött, és saját sörfőzdét alapított itt. Kezdetben Conejo, Estrella és Mestiza néven gyártottak söröket, majd 1900-ban, amikor a társaság jogilag is átalakult, megszületett a Carta Blanca és a León. 1951-ben új gyárat avattak fel új helyen, majd 1960-ban, a társaság alapításának 60. évfordulója alkalmából létrehozták a Montejót. Az 1960-as évtized közepén, hogy a Leónba és a Montejóba több energiát tudjanak belefektetni, megszüntették a Carta Blancát. 1979-ben a Grupo Modelo vásárolta fel a céget, akik 1999-ben megváltoztatták a Montejo csomagolásának kinézetét, majd 2002-ben bezárták a yucatáni gyárat, a termelést pedig (sokak felháborodására) a Oaxaca államban található Tuxtepecbe helyezték át. 2015-ben azonban megkezdődött a visszatérés: a csoport új üzemet épített a Mérida mellett található Hunucmá községben, Los Pinosban. A Montejo gyártása 2017-ben, amikor a gyárat felavatták, itt folytatódott.